# Abraxas nigrovenata
Abraxas nigrovenata är en fjärilsart som beskrevs av Rayner 1909. Abraxas nigrovenata ingår i släktet Abraxas och familjen mätare. Inga underarter finns listade i Catalogue of Life.